# Модестов Микола Васильович

Мико́ла Васи́льович Моде́стов (1863—1920) — комендант Новограда-Волинського під час національно-визвольних змагань початку 20 ст., 1920 розстріляний більшовиками за підтримку повстання.

## Життєпис
Народився 1863 року в місті Москва у родині російського дворянина. Служив у кавалерійській частині російської армії, був командиром ескадрону 33-го драгунського Ізюмського полку.
Під час радянського наступу у 1919 був головою єврейської делегації, за що потім і засуджений. 30 жовтня 1920 засуджений до вищої міри покарання, а то виконано 6 листопада 1920 року в місті Житомир. Постановою прокурора 17 квітня 1991 року реабілітований.